# Ray Snell
Pour les articles homonymes, voir Snell.
(en) Statistiques sur pro-football-reference
Ray Michael Snell (né le 24 février 1958 à Baltimore dans le Maryland et mort le 28 septembre 2021 à Tampa (Floride)) est un joueur américain de football américain évoluant au poste de offensive guard.

## Carrière
Snell fait ses études à l'université du Wisconsin, jouant pour l'équipe de l'école. Repéré, il est drafté lors du premier tour du Draft de 1980 par les Buccaneers de Tampa Bay qui avait le 22e choix.
Il débute à la NFL lors de cette saison 1980, jouant treize matchs (dont onze comme titulaire). Il fait sa plus grosse saison en 1981 où il prend part à seize matchs (douze titulaire) mais dès la saison 1982, il commence à ne plus apparaître jouant sept matchs et neuf en 1983.
Transféré chez les Steelers de Pittsburgh en 1984, il réalise un fumble recovered (récupération d'un ballon perdu par l'équipe adverse), ce qui constitue la seule performance de sa carrière et joue 13 matchs (dont six comme titulaire). Il commence la saison 1985 avec Pittsburgh mais quitte la franchise pour les Lions de Detroit où il ne joue que deux matchs avant de se retirer du football professionnel.